# Futsal Città di Sestu 2014-2015
Questa pagina raccoglie i dati riguardanti il Futsal Città di Sestu, squadra di calcio a 5 militante in serie A, nelle competizioni ufficiali del 2014-2015.

## Calciomercato

### Sessione estiva
| Slobodan Janjić | Ekonomac   |
| Daniel Peruzzi  | Policoro   |
| Luca Ruggiu     | Cagliari   |
| Nico Sgolastra  | PesaroFano |

| Giulio Mura        | Leonardo         |
| Jones Santana      | Zanè Vicenza     |
| Christian Aquilina | Delfino Cagliari |

### Sessione invernale
| Giulio Mura | Leonardo |

| Slobodan Janjić | Balzan     |
| Daniel Peruzzi  | svincolato |
| Nico Sgolastra  | Tenax      |

## Organico

### Prima squadra
| N° | Naz.                 | Ruolo | Sportivo         | Anno     |  |  |
| -- | -------------------- | ----- | ---------------- | -------- |  |  |
|    | Brasile (bandiera)   | PIV   | Beto             | 01.10.85 |  |  |
|    | Serbia (bandiera)    | LAT   | Slobodan Janjić  | 17.02.87 |  |  |
|    | Argentina (bandiera) | LAT   | Lucas Massa      | 15.12.83 |  |  |
|    | Italia (bandiera)    | POR   | Matteo Mullanu   | 14.08.88 |  |  |
|    | Italia (bandiera)    | LAT   | Giulio Mura      | 10.07.90 |  |  |
|    | Italia (bandiera)    | LAT   | Massimo Nurchi   | 04.11.80 |  |  |
|    | Italia (bandiera)    | POR   | Marco Pasculli   | 19.03.91 |  |  |
|    | Brasile (bandiera)   | UNI   | Daniel Peruzzi   | 10.05.89 |  |  |
|    | Brasile (bandiera)   | LAT   | Sérgio Rocha     | 17.08.84 |  |  |
|    | Brasile (bandiera)   | DIF   | Heder Rufine     | 01.12.82 |  |  |
|    | Italia (bandiera)    | LAT   | Luca Ruggiu      | 07.11.89 |  |  |
|    | Brasile (bandiera)   | PIV   | Brunno Serpa     | 12.01.93 |  |  |
|    | Italia (bandiera)    | LAT   | Nico Sgolastra   | 10.06.88 |  |  |
|    | Brasile (bandiera)   | POR   | Fabricio Zanatta | 30.04.85 |  |  |

### Under-21
| N° | Naz.              | Ruolo | Sportivo       | Anno     |  |  |
| -- | ----------------- | ----- | -------------- | -------- |  |  |
|    | Italia (bandiera) | LAT   | Andrea Cau     | 18.02.93 |  |  |
|    | Italia (bandiera) | LAT   | Fabio Marongiu | 14.08.94 |  |  |
|    | Italia (bandiera) | DIF   | Palmerio Melis | 19.10.94 |  |  |
|    | Italia (bandiera) | LAT   | Mattia Soro    | 02.03.97 |  |  |
|    | Italia (bandiera) | LAT   | Stefano Soro   | 26.07.94 |  |  |

## Risultati

### Serie A

#### Girone di andata
| Arbitri: | Francesca Muccardo (Roma 1) Giovanni Nero (Latina) |
| Crono:   | Leonardo Gaetani (San Benedetto del Tronto)        |

|                                                                  |           |                         |
| Leitão 3'25'’ Borruto 18'51'’ Calderolli 23'11'’ Borruto 38'58'’ | Marcatori | 4'42'’ Rufine 19’ Serpa |

| Arbitri: | Gennaro Luca De Falco (Catanzaro) Daniele Di Resta (Roma 2) |
| Crono:   | Fabrizio Masia (Olbia)                                      |

|                                     |           |                                             |
| Nurchi 0'22'’ Rocha 10'09’, 27'14'’ | Marcatori | 6'35'’ Torrás 14'04'’ Fortino 35'05'’ Bocão |

| Arbitri: | Ruggiero Chiariello (Barletta) Giuseppe Di Gregorio (Enna) |
| Crono:   | Daniele Fratangeli (Frosinone)                             |

|                                                              |           |  |
| Battistoni 27'31’’, 39'34’’ Avellino 32'40'’ Fabiano 38'27’’ | Marcatori |  |

| Arbitri: | Mario Filippini (Roma 1) Daniele Ferretti (Roma 1) |
| Crono:   | Stefano Zuddas (Cagliari)                          |

|                                         |           |                                  |
| Ruggiu 5'01'’ Serpa 18'25'’ Peruzzi 15’ | Marcatori | 3'20'’ Vieira 22'34'’ Leandrinho |

| Arbitri: | Giovanni Beneduce (Nola) Carmelo Loddo (Reggio Calabria) |
| Crono:   | Riccardo Davì (Bologna)                                  |

| |           |                              |
| Tuli 3'44'’, 11'49'’, 14'20'’ Vinícius 6'54'’, 15'13'’ Halimi 5'44'’, 35'15'’ Bertoni 10'54'’ Coco 13'22'’ | Marcatori | 13'05'’ Massa 39'38'’ Nurchi |

| Arbitri: | Francesco Cirillo (Rovereto) Leonardo Gaetani (San Benedetto Del Tronto) |
| Crono:   | Nicola Doneddu (Nuoro)                                                   |

|                                     |           |                                     |
| Rufine 0'44'’ Rocha 2'27'’, 22'10'’ | Marcatori | 2’ Botta 33'39'’ Adami 37'57'’ Bico |

| Arbitri: | Alessandro Maggiore (Bologna) Antonio Gallo (Torre Annunziata) |
| Crono:   | Antonino Tupone (Lanciano)                                     |

|                             |           |                         |
| Rescia 5'03’’ Caputo 7'17’’ | Marcatori | 33'08’’, 39'08'’ Nurchi |

| Arbitri: | Ferruccio Prisma (Crotone) Michele Bensi (Grosseto) |
| Crono:   | Marco Delpiano (Cagliari)                           |

|                         |           |                                 |
| Nurchi 4'03'’ Serpa 35’ | Marcatori | 17'30'’ Zanchetta 31'26'’ Crema |

| Arbitri: | Andrea Sabatini (Bologna) Daniele Ferretti (Roma 1) |
| Crono:   | Biagio Carbone (Mestre)                             |

|                                                |           |               |
| Melim 21'16’’ Giasson 23'53’’ Waltinho 26'14’’ | Marcatori | 10'42’’ Rocha |

| Arbitri: | Gianantonio Leonforte (Vicenza) Damiano Calaprice (Bari) |
| Crono:   | Marco Solinas (Cagliari)                                 |

|                                            |           |                                                         |
| Beto 12'07'’ Rocha 16'27'’ Peruzzi 30'22'’ | Marcatori | 10'54'’ (aut.) Rufine 17'21'’ Manfroi 26'25'’ Marquinho |

#### Girone di ritorno
| Arbitri: | Mauro De Coppi (Conegliano) Mario Filippini (Roma 1) |
| Crono:   | Marco Solinas (Cagliari)                             |

|                          |           |                                |
| Serpa 24'56'’ Rufine 29’ | Marcatori | 7'17'’ Schmitt 25'40'’ Borruto |

| Arbitri: | Daniele Di Resta (Roma 2) Gianfranco Di Padova (Termoli) Carlo Adilardi (Collegno) |
| Crono:   | Donato Lazzizzera (Sesto San Giovanni)                                             |

|                                                                                  |           |                |
| Torrás 0'14'’ Chimanguinho 15'03’, 31'32'’ Romano 16'51'’, 25'19'’ Bocão 24'02'’ | Marcatori | 28'47'’ Rufine |

| Arbitri: | Ettore Quarti (Imperia) Francesco Peroni (Città di Castello) |
| Crono:   | Stefano Zuddas (Cagliari)                                    |

|                                                      |           |                                                                                                 |
| Nurchi 27'27'’ Massa 29'26'’ Avellino 30'46'’ (aut.) | Marcatori | 17'22'’ Maina 19'09'’ Arellano 25'12'’, 31'34'’ Bacaro 34'09'’ Avellino 35'36'’, 36'58'’ Menini |

### Play-out
| Arbitri: | Giovanni Nero (Latina) Leonardo Gaetani (San Benedetto) |
| Crono:   | Marco Delpiano (Cagliari)                               |

|                           |           |                                          |
| Rocha 5’, 9'50'’, 27'20'’ | Marcatori | 9'20'’, 34'01'’ Urio 32'30'’, 36’ Vieira |

| Arbitri: | Raffaele Ziri (Barletta) Ettore Quarti (Imperia) |
| Crono:   | Ferruccio Prisma (Crotone)                       |

|                                                  |           |                              |
| Vieira 34'04'’, 35'41'’, 39'08'’ De Luca 38'57'’ | Marcatori | 21'12'’ Rocha 28'02'’ Nurchi |

### Winter Cup
| Arbitri: | Ettore Quarti (Imperia) Nicola Zanna (Ferrara) |
| Crono:   | Massimiliano Palombi (Avezzano)                |

|                                                                                                 |           |                               |
| De Oliveira 11'16'’ Murilo 24'25'’ Calderolli 26'40'’, 27'06'’ Borruto 27'16'’ Cavinato 38'19'’ | Marcatori | 22'15'’ Zanatta 32'55'’ Rocha |